# Möckern (Türingia)
Möckern település Németországban, azon belül Türingiában. Lakosainak száma 109 fő (2023. december 31.).

## Népesség
A település népességének változása:
| Lakosok száma | 127  | 116  | 115  | 105  | 106  | 109  |
|               | 2014 | 2017 | 2019 | 2021 | 2022 | 2023 |